# بخش موکوکچانگ
بخش موکوکچانگ (به انگلیسی: Mokokchung district) یک بخش در هند است که در ناگالند واقع شده‌است. بخش موکوکچانگ ۱٬۶۱۵ کیلومتر مربع مساحت و ۱۹۳٬۱۷۱ نفر جمعیت دارد.